# 후지사와 토루
후지사와 도오루(일본어: 藤沢 とおる, 1967년 1월 12일 ~ )은 일본의 만화가이다. 홋카이도 출신으로 현재 도쿄도에 거주해 있다. 대표작으로 《상남 순애조!》《GTO》등이 있다. 주로 청소년 만화나 액션 장르를 손대고 있다.

## 약력
- 1989년, 《매거진 플래쉬》연재《LOVE YOU》로 데뷔. 이전에는 아이자와 마리(相沢真理) 명의로 성인향 만화를 그리기도 했다.
- 1998년, 제 22회 고단샤 만화상 소년부분 수상 (《GTO》).
- 《도쿄 대학 이야기》등으로 알려진 만화가 에카와 다쓰야의 어시스턴트를 맡은 적이 있다.
- 2010년 10월 12일, 블로그를 통해 여배우 아야노와 결혼을 발표.
- 2011년 2월 20일, 딸을 얻었다.